# INCA FIEJ Research Association
Die IFRA (INCA FIEJ Research Association) war ein internationaler Verband von Unternehmen der Zeitungs- und Medienbranche, vorrangig Zeitungsverlage und Medienhäuser. Im Jahr 2009 kam es zum Zusammenschluss mit der WAN unter dem Namen WAN-IFRA. Der Verband hatte über 3000 Mitglieder in mehr als 70 Ländern. Ein aus Verlegern zusammengesetzter Vorstand sowie zentrale, regionale und fachliche Mitgliederkomitees lenkte die Verbandsarbeit. Die IFRA hatte weltweit zehn Standorte, der Hauptsitz befand sich in Darmstadt. Sie betrachtete sich als „Plattform für Entscheider aus der Zeitungsindustrie“.

## Ziele und Dienstleistungen
Die Ziele und Dienstleistungen umfassten zum Beispiel die Erarbeitung von Druckstandards, um die Qualität im Zeitungsdruck weltweit zu standardisieren. Die von der IFRA veranstalteten internationalen Konferenzen und Tagungen förderten den Austausch innerhalb Europas. Monatlich gab sie die in vier Sprachen (deutsch, englisch, französisch und spanisch) erscheinende Fachzeitschrift Zeitungstechnik heraus. Vierteljährlich erschien diese auch auf Chinesisch. Die von IFRA jährlich in europäischen Großstädten veranstaltete Messe IfraExpo galt als die weltweit wichtigste Fachausstellung für Zeitungsunternehmen. Als Ausrichter des International Newspaper Color Quality Club trug sie zur Verbesserung der Reproduktions- und Druckqualität in der Tagesproduktion bei. Außerdem stellte sie die IFRASearch, eine spezielle Suchmaschine für die Druckindustrie, bereit.

## Geschichte
Die IFRA ging aus dem Zusammenschluss zweier Organisationen hervor:
- 1961 wurde die INCA (engl. International Newspaper Colour Association) von belgischen, deutschen und britischen Verlegern gegründet.
- In Zusammenarbeit mit der FIEJ (franz. Fédération Internationale des Editeurs de Journaux) entstand die „INCA FIEJ Research Association“. Daraus wurde 1970 die Abkürzung IFRA abgeleitet, die als eigenständiger Name verwendet wurde.